# 쇼! 스타 24시
《쇼! 스타 24시》는 1984년 11월부터 1986년 4월 29일까지 방송되었던 연예정보 프로그램이다.

## 출연자
- 길옥윤
- 박춘석
- 윤일봉
- 이은관
- 김수철
- 혜은이
- 임채무
- 김정구
- 김현식
- 최순호
- 김용근
- 이미숙
- 최영섭
- 변웅전
- 원미경
- 김재박
- 박종팔
- 이종환
- 이충희
- 이만기
- 이생강
- 이보희
- 고우영
- 이범희
- 오현명
- 이미자
- 이봉걸

## 일부 지역 자체 방송
- 각각 8개의 지역MBC는 자체방송 관계로 방송되지 않는다.

광주, 제주 등은 자체방송 없이 그대로 방송된다.
- 부산MBC: MBC 저녁뉴스
- 청주MBC: 해바라기 동산
- 춘천MBC: 춘천MBC 저녁 뉴스
- 대전MBC: 문화 살롱, MBC 종합뉴스
- 대구MBC: 우리들의 노래
- 전주MBC: MBC 저녁뉴스
- 울산MBC: MBC 화요 데이트
- 마산MBC: MBC 저녁뉴스